# Yasuharu Kurata
Yasuharu Kurata (倉田 安治?, Kurata Yasuharu; Prefettura di Shizuoka, 1º febbraio 1963) è un allenatore di calcio, ex calciatore ed ex giocatore di calcio a 5 giapponese, di ruolo centrocampista.

## Carriera
Utilizzato nel ruolo di giocatore di movimento, ha come massimo riconoscimento in carriera la partecipazione con la Nazionale di calcio a 5 del Giappone al FIFA Futsal World Championship 1989 dove la nazionale asiatica non ha superato il primo turno, affrontando Belgio, Argentina e Canada.